# Osmanske vojne v Evropi
Osmanske vojne v Evropi so bile niz vojaških spopadov od poznega srednjega veka do zgodnjega 20. stoletja med Osmanskim cesarstvom in različnimi evropskimi državami. Najzgodnejši spopadi so se začeli med bizantinsko-osmanskimi vojnami, ki so potekale v Anatoliji v poznem 13. stoletju. Sledile so bolgarsko-osmanske vojne po vdoru Osmanov v Evropo sredi 14. stoletja. Sredi 15. stoletja so bile srbsko-osmanske vojne in albansko-osmanske vojne. Velik del tega obdobja je zaznamovala osmanska ekspanzija na Balkan. Osmansko cesarstvo je v 15. in 16. stoletju prodiralo v Srednjo Evropo in doseglo največji obseg svojega evropskega ozemlja.
Osmansko-beneške vojne so trajale štiri stoletja. Začele so se leta 1423 in trajale do leta 1718. To obdobje je bilo priča padcu Negroponta leta 1470, obleganju Malte leta 1565, padcu Famaguste (Ciper) leta 1571 in porazu osmanske flote v bitki pri Lepantu leta 1571. Bitka je bila takrat največja pomorska bitka v zgodovini. Leta 1669 je padla Kandija (Kreta). V 1680. letih je Beneška republika ponovna osvojila Morejo (Peloponez) in jo leta 1715 ponovno izgubila. Edini otok pod beneško vladavino, ki ga Osmani niso osvojili, je bil Krf.
V poznem 17. stoletju so se evropske sile začele združevati proti Osmanom in ustanovile Sveto ligo in med veliko turško vojno 1683–1699 osvojile velik del osmanskega ozemlja. Osmanske vojske so kljub temu vzdržale pritisk Evrope vse do druge polovice 18. stoletja.
V 19. stoletju so se Osmani soočili z vstajo svojih srbskih (1804–1817), grških (1821–1832) in romunskih (1877–1878) podanikov. To se je dogajalo vzporedno z rusko-turškimi vojnami, ki so dodatno destabilizirale Osmansko cesarstvo. Končni umik osmanske oblasti se je začel s prvo balkansko vojno (1912–1913) in dosegel vrhunec s podpisom Sevreškega mirovnega sporazuma po prvi svetovni vojni, ki je vodil do razdelitve osmanskega ozemlja. 

## Zgodovina

### Vzpon Osmanov (1299–1453)

#### Bizantinsko cesarstvo
Po invaziji na oslabljeno Bizantinsko cesarstvo leta 1356 (ali 1358 zaradi spremembe bizantinskega koledarja), v katerem je Sulejman Paša, sin sultana Orhana I., osvojil Galipoli, je Osmansko cesarstvo dobilo mostišče za osvajanje Evrope. 
Konstantinopel je padel leta 1453 po bitki pri Varni (1444) in drugi kosovski bitki (1448). 
Preostali bizantinski državi, Morejski despotat  in Trapezundsko cesarstvo, sta padli leta 1461. 

#### Bolgarsko cesarstvo
V drugi polovici 14. stoletja je Osmansko cesarstvo napredovalo proti severu in zahodu na Balkanu ter si po bitki na Marici leta 1371 popolnoma podredilo Trakijo in velik del Makedonije. Leta 1382 je padla Sofija, ki ji je sledila prestolnica drugega bolgarskega cesarstva Veliko Trnovo leta 1393. Severozahodni ostanki države so se vdali po bitki pri Nikopolu leta 1396. 

#### Srbsko cesarstvo
Pomemben nasprotnik Osmanov, mlado Srbsko cesarstvo, je bilo izčrpano zaradi vrste osmanskih pohodov, zlasti bitke na Kosovskem polju leta 1389, v kateri sta padla voditelja obeh vojsk, Lazar Hrebeljanović in sultan Murat I. Bitka je dobila osrednjo vlogo v srbski folklori kot epska bitka in začetek konca srednjeveške Srbije. Do leta 1459 je padel v roke Osmanov velik del Srbije. Kraljevina Ogrska je leta 1480 izvedla delno rekonkvisto, a je do leta 1499 vse izgubila. Ozemlja Srbskega cesarstva so razdelili Osmansko cesarstvo, Beneška republika in Kraljevina Ogrska. Preostala ozemlja so ostala v nekakšnem vazalnem odnosu do Ogrske vse do osamosvojitve. 

#### Križarske vojne proti Osmanskemu cesarstvu
Papeštvo je od 1360. let redno ponujalo križarske privilegije za pohode proti muslimanom, vendar nanje ni bilo nobenega pomembnega odziva. Prva oživitev vojaške dejavnosti je bil genovski načrt iz leta 1390 za zavzetje tunizijskega pristanišča Al-Mahdiya. Odpustke sta podeljevala tako rimski kot avignonski papež, vodja pa je bil vojvoda Bourbonski, stric francoskega kralja Ludvika II. O prevzemu križa je malo dokazov, pohod pa je bil bolj kot pohodu podoben viteški promenadi majhne vojske. Po devettedenskem obleganju, ki ga je razjedala bolezen, se je tuniška križarska vojna končala z umikom. 
Po zmagi v bitki na Kosovskem polju leta 1389 so Osmani osvojili večino Balkana in zmanjšali bizantinski vpliv na območje v neposredni okolici Konstantinopla. Leta 1393 je bolgarski car Ivan Šišman izgubil Nikopol. Leta 1394 je papež Bonifacij IX. razglasil novo križarsko vojno proti Osmanom, čeprav je v papeštvu vladal razkol. To križarsko vojno je vodil ogrski kralj  Sigismund Luksemburški. V vojski je bilo nekaj francoskih plemičev, vključno z Ivanom Neustrašnim, sinom burgundskega vojvode, ki je postal vojskovodja. Sigismund je križarjem svetoval, naj se po prihodu do Donave osredotočijo na obrambo. Križarji nasveta niso upoštevali in napadli in oblegali Nikopol, potem pa so jih Osmani  25. septembra v bitki pri Nikopolu premagali in zajeli 3000 ujetnikov.
Med prodiranjem Osmanov proti zahodu, je sultan Murat II. leta 1444 pri Varni ob Črnem morju uničil še zadnjo križarsko vojsko, ki jo je financiral papež. Štiri leta kasneje je uničil tudi zadnjo ogrsko odpravo. János Hunyadi in Giovanni da Capistrano sta leta 1456 organizirala križarsko vojno za prekinitev obleganja Beograda. Enej Silvij in Janez Kapistranski sta pridigala o križarski vojni in knezi Svetega rimskega cesarstva so na zborih v Ratisbonu in Frankfurtu obljubili svojo pomoč. Nastala je zveza med Benetkami, Firencami in Milanom, vendar iz tega ni bilo nič. Beneška republika je bila edina država, ki je še naprej predstavljala pomembno grožnjo Osmanom v Sredozemlju. Republika se je priključila križarskemu gibanju predvsem zaradi svojih trgovinskih interesov, kar je privedlo do dolgotrajne osmansko-beneške vojne, ki se je s prekinitvami nadaljevala do leta 1718. Konec križarskih vojn, v vsaj nominalnem prizadevanju katoliške Evrope proti muslimanskemu vdoru, se je zgodil v 16. stoletju, ko so francosko-cesarske vojne dobile celinske razsežnosti. Francoski kralj Franc I. je iskal zaveznike na vseh koncih, tudi pri nemških protestantskih knezih in muslimanih. S slednjimi je sklenil sporazum z osmanskim sultanom Sulejmanom Veličastnim in sodeloval z njegovim velikim admiralom Hajredinom Barbaroso in številnimi sultanovimi severnoafriškimi vazali. 

#### Kraljevina Ogrska
Ogrska se je od leta 1360 soočala z osmansko grožnjo. Proti njim je vodila več križarskih vojn in pohodov in izvedla več obrambnih bitk in obleganj. V 15. stoletju je nosila glavno breme osmanskih vojn v Evropi in uspešno ustavila osmansko napredovanje. 
Leta 1442 je János Hunyadi dosegel štiri zmage proti Osmanom, od katerih sta bili dve odločilni. Marca 1442 je v bitki pri Szebenu v južni Ogrski v Transilvaniji premagal Mezid-bega in njegovo napadalno osmansko vojsko. Septembra 1442 je premagal veliko osmansko vojsko beglerbega Šehabeddina, guvernerja osmanske Rumelije. Zmaga v tej bitki je bila prva zmaga kakšne evropske vojske proti tako veliki osmanski vojski. V tej vojski niso bili samo lokalni roparji, temveč provincialna konjenica pod poveljstvom sandžak begov (guvernerji) in janičarji.   Hunyadi je zaradi teh zmag postal pomemben sovražnik Osmanov in priznana osebnost v celotnem krščanskem svetu in glavna spodbuda, da se je skupaj s poljskim kraljem  Vladislavom III. leta 1443 podal na znamenito ekspedicijo, znano kot Dolgi pohod. Prvi velik spopad na pohodu je bila bitka pri Nišu. Hunyadija je med pohodom spremljal kardinal Giuliano Cesarini.
Osmanski poraz med obleganjem Nándorfehérvárja (Beograd) leta 1456 je osmansko širitev v katoliško Evropo zadržal za 70 let. Izjemi sta bili osmanska zasedba italijanskega pristanišča Otranto za eno leto (1480–1481) in uspešen napad na Hrvaško in Štajersko leta 1493.
V času vladavine ogrskega kralja Matije Korvina se je njegova stalna poklicna najemniška vojska imenovala Ogrska črna vojska. Matija je zgodaj prepoznal pomen in ključno vlogo strelnega orožja v pehoti, kar je veliko prispevalo k njegovim zmagam. Vsak četrti vojak črne vojske je imel arkebuzo, kar je bilo za tiste čase neobičajno veliko. Na veliki dunajski vojaški paradi leta 1485 je črno vojsko sestavljalo 20.000 konjenikov in 8.000 pešakov. Črna vojska je bila večja od vojske francoskega kralja Ludvika XI., edine stalne poklicne evropske vojske v tistem obdobju. Ogrska vojska je v bitki na Kruhovem polju v Transilvaniji leta 1479 uničila trikrat večjo osmansko in vlaško vojsko. Bitka je bila najpomembnejša zmaga Madžarov proti roparskim Osmanom. Osmani po njej niso več napadli južne Ogrske, Transilvanijo pa šele mnogo let zatem. Črna vojska je leta 1481 ponovno zavzela Otranto, ki so ga leto poprej osvojili Osmani.

### Rast (1453–1683)

#### Vojne v Albaniji in Italiji
Osmani so po bitki pri Savri leta 1385  zavzeli večji del Albanije. Lješka zveza iz leta 1444 je na kratko osvobodila del Albanije, dokler niso Osmani po zavzetju Skadra leta 1479 in Drača leta 1501 zavzeli celotnega ozemlja Albanije. 
Osmani so se soočili z odporom Albancev, ki so se zbrali okoli svojega voditelja Džerdža Kastriotija Skanderbega, sina albanskega plemiča Džona Kastriotija, ki se je tudi sam boril proti Osmanom v albanskem uporu 1432–1436, ki ga je vodil Džerdž Arianiti. Skenderbeg se je več kot 25 let uspel obraniti osmanskih napadov, kar je doseglo vrhunec z obleganjem Skadra v letih 1478–1479. V tem obdobju so Albanci velikokrat zmagali, med drugim v bitkah pri Torviolu in Otoneteju, obleganje Kruje, bitkah pri Pologu, Ohridu, Mokri, Oraniku leta 1456 in številnih drugih bitkah, ki so dosegle vrhunec v bitki pri Albuleni leta 1457, v kateri je albanska vojska pod vodstvom Skenderbega odločilno zmagala nad Osmani. Leta 1465 je potekal pohod ohridskega sandžakbega Balabana Badere proti Skenderbegu, katerega cilj je bil zatreti albanski odpor. Pohod ni bil uspešen in se je končal z zmago Albancev. Po Skenderbegovi smrti 17. januarja 1468 je albanski odpor začel pojemati. Po Skenderbegovi smrti je odpor od leta 1468 do 1479 vodil Lekë Dukagjini, vendar ni bil tako uspešen kot njegov predhodnik. Odpor Albancev je bil leta 1477 zlomljen in sultan  Mehmed II. je dve leti kasneje sprožil italijansko kampanjo, ki je propadla zaradi nasprotnikovega zavzetja Otranta in sultanove smrti leta 1481. 

#### Osvajanje Bosne
Osmanska vojska je prvič vdrla v Bosno leta 1388 in bila v bitki pri Bileći poražena in prisiljena na umik. Po padcu Srbije leta 1389 v bitki na Kosovskem polju, v kateri so sodelovali tudi Bosanci Vlatka Vukovića, so Osmani začeli več ofenziv proti Kraljevini Bosani. Bosanci so se branili, a brez večjega uspeha. Močno so se upirali v bosanskem kraljevem mestu Jajce, kjer je zadnji bosanski kralj Stjepan Tomašević poskušal odbiti Turke. Osmanska vojska je po nekaj mesecih obleganja leta 1463 osvojila Jajce in usmrtila zadnjega bosanskega kralja, s čimer se je srednjeveška Bosna končala.
Hiša Kosača je obdržala Hercegovino do leta 1482. Osmani so potrebovali še štiri desetletja, da so leta 1527 dokončno premagali madžarsko posadko pri trdnjavi Jajce. Bihać in najzahodnejša območja Bosne so Osmani dokončno osvojili leta 1592.

#### Hrvaška
Po padcu Kraljevine Bosne v osmanske roke leta 1463 sta južni in osrednji del Kraljevine Hrvaške ostala nezaščitena. Obramba obeh delov je bila prepuščena hrvaškemu plemstvu, ki je na lastne stroške vzdrževalo manjše čete v utrjenih mejnih območjih. Osmani so medtem prišli do reke Neretve in po osvojitvi Hercegovine leta 1482 vdrli na Hrvaško, pri čemer so se spretno izogibali utrjenim obmejnim mestom. Odločilna osmanska zmaga v bitka na Krbavskem polju|bitki na Krbavskem polju je pretresla vso Hrvaško, vendar to Hrvatov ni odvrnilo od vztrajnih poskusov obrambe pred napadi mnogo močnejših osmanskih sil. Po skoraj dvesto letih hrvaškega odpora proti Osmanskemu cesarstvu je zmaga v bitki pri Sisku pomenila konec osmanske vladavine in stoletne hrvaško-osmanske vojne. Podkraljeva vojska je leta 1595 preganjala bežeče ostanke osmanske vojske in jih v Petrinji premagala.

#### Osvajanje Srbije
Zaradi velikih izgub, ki so jih Osmani povzročili Srbom v bitki na Marici leta 1371, je Srbsko cesarstvo razpadlo na več kneževin. V bitki na Kosovskem polju leta 1389 so bile srbske sile znova uničene. V 15. in 16. stoletju so potekali nenehni boji med različnimi srbskimi kneževinami in Osmanskim cesarstvom. Prelomnica je bila osmanska osvojitev Konstantinopla leta 1453. Leta 1459 je po obleganju padla začasna srbska prestolnica Smederevo. Zeta je padla leta 1499. Beograd je bil zadnje večje balkansko mesto, ki je vzdržalo napade osmanskih vojsk. Srbi, Madžari in evropski križarji so premagali osmansko vojsko, ki je leta 1456 oblegala Beograd, potem pa je Beograd je po več kot 70-letnem odbijanju osmanskih napadov leta 1521 končno padel skupaj z večjim delom Ogrske. Upor srbskega vojaškega poveljnika Jovana Nenada med letoma 1526 in 1528 je privedel do razglasitve Drugega srbskega cesarstva v današnji srbski pokrajini Vojvodini, ki je bila med zadnjimi srbskimi ozemlji, ki so se upirala Osmanom. Srbska despotovina je padla leta 1459 in označila konec dvestoletnega osmanskega osvajanja srbskih kneževin.

#### 1463-1503: Vojne z Benetkami
Vojne z Beneško republiko so se začele leta 1463. Ugoden mirovni sporazum med sprtima stranema je bila podpisan leta 1479 po dolgotrajnem obleganju Skadra (1478–1479). Leta 1480 so Osmani, ko jih beneška flota ni več ovirala, oblegali Rodos in zavzeli Otranto. Naslednja vojna z Benetkami se je začela leta 1499 in se končala leta 1503. Leta 1500 je špansko-beneška vojska, ki ji je poveljeval Gonzalo de Córdoba, zavzela Kefalonijo in s tem začasno ustavila osmansko ofenzivo na vzhodna beneška ozemlja. Ofenziva se je nadaljevala po osmanski zmagi v bitki pri Prevezi leta 1538, v kateri se je osmanska flota pod poveljstvom Hajredina Barbarose spopadla krščansko zavezniško floto, ki jo je sestavil papež Pavel III.

#### 1462–1483: Pohodi proti Vlaški in Moldaviji
Leta 1462 je vlaški knez Vlad III. Drakula v nočnem napadu na Trgovište pregnal vojsko Mehmeda II. Ogrski kralj Matija Korvin je nato Vlada III. aretiral, kar je povzročilo ogorčenje med številnimi vplivnimi ogrskimi osebnostmi in zahodnimi občudovalci Vladovega uspešnega upiranja Osmanskemu cesarstvu. Med občudovalci so bili celo visoki dostojanstveniki Vatikana. Kralj je zato Vladu III. podelil status uglednega ujetnika. Sčasoma je bil Drakula konec leta 1475 osvobojen in poslan z vojsko ogrskih in srbskih vojakov na pohod za osvoboditev Bosne. Bosna je bila popolnoma osvojena šele leta 1482. 
Osmanska vojska pod poveljstvom Mehmeda II. je po porazu v Bosni leta 1476  napadla Vlaško. Drakula je bil v spopadu z njimi ubit. Po podatkih v nekaterih virih so njegovo glavo poslali v Konstantinopel, da bi odvrnila druge upore. Leta 1475 je moldavski knez Štefan Veliki premagal Mehmedovo vojsko v bitki pri Vasluiju in osmansko prodiranje v Vlaško je bilo začasno prekinjeno. Poraz je bil eden največjih v dotedanji osmanski zgodovini. Štefan je bil naslednje leto poražen v bitki pri Valei Albi, Osmani pa so se kljub temu umaknili, ker jim ni uspelo zavzeti nobenega pomembnejšega gradu, v vojski pa se je začela širiti kuga. Štefanovo iskanje evropske pomoči proti Osmanom je bilo neuspešno, čeprav je "poganom odsekal desnico", kot se je izrazil v pismu.

#### 1526–1566: Osvajanje Kraljevine Ogrske
Ogrska se je soočala z Osmanskim cesarstvom od leta 1360. Proti Osmanom je vodila več križarskih vojn in pohodov in izvedla več obrambnih bitk in obleganj. Nosila je glavno breme osmanskih vojn v Evropi v 15. stoletju in uspešno ustavila osmansko napredovanje. 
Po smrti kralja Matije Korvina je moč ogrskih kraljev po letu 1490 upadla. Leta 1521 je Ogrsko napadel sultan Sulejman Veličastni. Mejna trdnjava Beograd, ki je veljala za ključna in južna vrata Kraljevine Ogrske in vzdržala dve osmanski obleganji, je po tretjem obleganju padla. Sultan je po padcu Beograda napadel oslabljeno Kraljevino Ogrsko in leta 1526 v bitki pri Mohaču porazil njeno vojsko. Ogrski kralj Ludvik II. Jagelo je med bitko umrl.
Po osmanski zmagi v bitki pri Mohaču leta 1526 je bil dejansko osvojen le jugozahodni del Ogrske kraljevine. Osmanski pohodi med letoma 1526 in 1556 so bili večji ali manjši sezonski vpadi. Osmanske vojske so se pred zimo vedno umaknile na ozemlje južno od Stare planine. Leta 1529 so Osmani izvedli prvi večji napad na avstrijsko Habsburško monarhijo in poskušali osvojiti Dunaj. Leta 1532 je sledil nov napad na Dunaj s 60.000 vojaki, ki jih je po spletu okoliščin zadržala majhna utrdba Kőszeg na zahodnem Ogrskem z 800 branilci. Vojsko so zadržali dovolj dolgo, da se je morala zaradi prihajajoče zime umakniti. Okoli Dunaja se je medtem zbrala vojska z 80.000 vojaki. Osmanska vojska se je umikala preko Štajerske in jo opustošila. 
Vmes je Osmansko cesarstvo leta 1538 vdrlo v Moldavijo. Leta 1541 je sledil še en pohod na Ogrsko in osvojitev Budima in Pešte, ki danes skupaj tvorita madžarsko prestolnico Budimpešto. Osvojitev je potekala večinoma brez prelivanja krvi: po sklenitvi mirovnih pogajanj in podpisu sporazuma so osmanske čete ponoči vdrle skoti odprta vrata Budima in ga zavzele. Neuspelemu avstrijskemu protinapadu leta 1542 je sledilo osmansko osvajanje zahodne polovice osrednje Ogrske, ki se je končalo leta 1543 z osvojitvijo nekdanje kraljeve prestolnice Székesfehérvár in nekdanjega kardinalskega sedeža Esztergom. Vojska 35–40.000 mož ni bila dovolj močna, da bi Sulejman ponovno napadel Dunaj. Med Habsburškim in Osmanskim cesarstvom je bilo leta 1547 podpisano začasno premirje, ki so ga Habsburžani kmalu prelomili. 
V veliki, a zmerno uspešni osmanski kampanji leta 1552, sta dve osmanski vojski zavzeli vzhodni del osrednje Ogrske in potisnili meje Osmanskega cesarstva do notranje črte severnih obmejnih gradov, ki jih je Ogrska zgradila za obrambo pred pričakovano drugo mongolsko invazijo. Meje ne tej fronti se kasneje niso veliko spremenile. 
Kampanja leta 1552 je Madžarom zadala vrsto tragičnih izgub in nekaterih junaških, vendar pirovih, zmag, ki so se zapisale v ljudsko izročilo. V izročilo sta se zapisala predvsem Drégely, majhna utrdba, ki jo je do zadnjega branilo samo 146 mož,  in obleganje Egerja, ki ga je brez zunanje pomoči branilo 2000 mož. Osmanom tudi po pet tednih obleganja mesta ni uspelo osvojiti. 
Osmansko cesarstvo je med letoma 1566 in 1568 vodilo še eno veliko vojno proti Habsburžanom na njihovem ogrskem ozemlju. Szigetvár je bil po tretjem obleganju leta 1566  končno zavzet. Ostareli sultan Sulejman I. je na pohodu umrl in pohod proti Dunaju tistega leta je bil preklican.

#### 1522–1573: Rodos, Malta in Sveta liga
Osmanske sile so dvakrat poskušaje zavzeti otok Rodos in ga v tretjem poskusu leta 1522 le uspele zavzeti. Vitezi svetega Janeza Jeruzalemskega (Malteški vitezi) so bili izgnani na Malto, ki jo je leta 1565 napadla osmanska flota. 
Po trimesečnem obleganju napadalci niso uspeli zavzeti vseh malteških utrdb. Osmanski poveljnik Kızılahmedli Mustafa Paša je zaradi zamude ter prihajajočega zimskega slabega vremena in napovedanih okrepitev v Sicilije prekinil obleganje. Osmani kljub veliki številčni premoči niso uspeli osvojiti Malte in so utrpeli več kot 25.000 žrtev, vključno z Dragutom, enim največjih muslimanskih korzarskih generalov tistega časa. Če bi Malta padla, bi lahko naslednja cilja osmanskih osvajanj postali Sicilija in celinska Italija. Zmaga Malte v dogodku, zdaj znanem kot veliko obleganje Malte, je obrnila tok osmanskih osvajanj in Evropi dala upanje in motivacijo za borbo proti osvajalcem. 
Osmanska mornarica je v tem obdobju zmagala v dveh pomembnih pomorskih bitkah: pri Prevezi leta 1538 in Džerbi leta 1560. 
Osmani so v sredozemskih kampanjah v letih 1570 do 1573 osvojili tudi Ciper. Proti njim je bila ustanovljena Sveta liga Beneške republike, Papeške države, Španije, Malteških vitezov  in sprva tudi Portugalske. Zmaga lige v bitki pri Lepantu leta 1571 je za kratek čas končala osmansko prevlado na morju. 

#### 1570–1571: Osvojitev Cipra
Poleti 1570 so Osmani ponovno udarili, tokrat z velikim pohodom in ne z vpadom. Približno 60.000 vojakov, vključno s konjenico in topništvom, pod poveljstvom Lala Mustafa Paše se je 2. julija 1570 brez odpora izkrcalo blizu Limassola in začelo oblegati Nikozijo. Po padcu mesta 9. septembra 1570  so bile vse javne zgradbe in palače izropane. Nekaj dni kasneje je Lala Mustafa Paša brez enega samega strela zavzel Kirenijo. Famagusta se je upirala od septembra 1570 do avgusta 1571, ko se je vdala. 
Padec Famaguste je zaznamoval začetek osmanskega obdobja na Cipru. Dva meseca kasneje so mornariške sile Svete lige, sestavljene predvsem iz beneških, španskih in papeških ladij pod poveljstvom don Juana Avstrijskega, premagale osmansko floto v bitki pri Lepantu v eni od odločilnih bitk svetovne zgodovine. Zmaga nad Osmani pa je prišla prepozno, da bi pomagala Cipru, in otok je ostal pod osmansko oblastjo naslednja tri stoletja. 
Lala Mustafa Paša je postal prvi osmanski guverner Cipra, ki je izpodbijal zahteve Benetk po otoku. Papež je istočasno oblikoval novo koalicijo Papeške države, Malte, Španije, Beneške republike in več drugih italijanskih držav, vendar brez pravega rezultata. Leta 1573 so Benečani izstopili iz koalicije in s tem odstranili vpliv rimskokatoliške cerkve. 

#### 1593–1669: Avstrija, Beneška republika in Vlaška
Avstrijsko-turška vojna (1593–1605), znana tudi kot dolga vojna, se je končala s statusom quo. V istem času so se dogajali tudi pohodi vlaškega in moldavskega kneza Mihaela Hrabrega proti Osmanom in kretska vojna, v kateri je Beneška republika izgubila Kreto. Avstrijsko-turška vojna 1663-1664, v kateri je Osmansko cesarstvo poskušalo poraziti Avstrijo, se je končala z osmanskim porazom. 

#### 1620-1621: Poljsko-litovska Republika obeh narodov
V vojni za Moldavijo je poljska vojska vdrla v Moldavijo in bila v bitki pri Ţuţori poražena. Naslednje leto so Poljaki v bitki pri Hotinu odbili napad Osmanov. Naslednji konflikt se je začel leta 1633, a je bil kmalu poravnan. 

#### 1657–1683: Zaključek vojn s Habsburžani
Transilvanija, vzhodni del nekdanjega Ogrskega kraljestva, je leta 1526 pridobila delno neodvisnost, vendar je morala plačevati davek Osmanskemu cesarstvu. Leta 1657 se je Transilvanija pod vodstvom Jurija II. Rákóczija počutila dovolj močno, da je napadla osmanske vazale Krimske Tatare, kasneje pa tudi samo Osmansko cesarstvo, ki je stopilo v bran Tatarov. Vojna je trajala do leta 1662 in se končala s porazom Madžarov. Zahodni del Ogrskega kraljestva (Partij) je bil priključen k Osmanskemu cesarstvu in postavljen pod neposreden osmanski nadzor. Istočasno je med letoma 1663 in 1664 potekal tudi pohod proti Avstriji. Po porazu Raimonda Montecuccolija v bitki pri Monoštru 1. avgusta 1664 so Osmani z Vašvarskim mirom, sklenjenim z Avstrijo, zagotovili priznanje njihove osvojitve Nové Zámky v sedanji vzhodni Slovaški. Osmansko cesarstvo je s tem doseglo svoj največji ozemeljski obseg v nekdanjem Ogrskem kraljestvu.

#### 1672–1676: Poljska in Litva
Poljsko-osmanska vojna (1672–1676) se je končala z Žuravenskim mirom, s katerim je poljsko-litovska Republika obeh narodov prepustila večino svojih ukrajinskih ozemelj Osmanskemu cesarstvu. Vojna je pokazala vse večjo šibkost in neurejenost poljsko-litovske skupne države, ki je v drugi polovici 17. stoletja začela postopno propadati. Propadanje je doseglo vrhunec stoletje pozneje s prvo delitvijo Poljske. 

### Stagnacija (1683–1828)

#### 1683–1699: Velika turška vojna – izguba Ogrske in Peloponeza
Velika turška vojna se je začela leta 1683 s pohodom ogromne osmanske vojske 140.000 mož na Dunaj. Vojsko so podpirali protestantski ogrski plemiči, ki so se uprli habsburški oblasti. Za ustavitev invazije je bila ustanovljena druga Sveta liga, ki so jo sestavljali Avstrija in Poljska, ki je sodelovala predvsem v bitki za Dunaj, Benečani in Rusko carstvo. Dunaj je bil oblegan dva meseca. Bitka za Dunaj je zaznamovala prvo vojaško sodelovanje poljsko-litovske skupne države in Svetega rimskega cesarstva proti Osmanom, ogosto pa jo obravnavajo tudi zgodovinsko kot prelomnico, po kateri so "Osmanski Turki prenehali biti grožnja krščanskemu svetu".  V vojni, ki se je nadaljevala do leta 1699, so Osmani izgubili skoraj celotno Ogrsko v korist cesarja Svetega rimskega cesarstva Leopolda I.
Po zmagi v bitki za Dunaj je Sveta liga prevzela pobudo in ponovno osvojila Ogrsko. Budim in Pešta sta bila zavzeta leta 1686. Istočasno so Benečani sprožili ekspedicijo v Grčijo in osvojili  Peloponez. Med beneškim napadom na Atene leta 1687 so Osmani starodavni Partenon spremenili v skladišče streliva. Med beneškim obstreljevanjem je smodnik v Partenonu eksplodiral in ga delno uničil.
Vojna se je končala s Karlovškim mirom leta 1699. Princ Evgen Savojski se je leta 1683 prvič odlikoval in ostal najpomembnejši avstrijski vojskovodja do leta 1718.

#### 18. stoletje
Četrta rusko-turška vojna je potekala v letih 1710–1711 v porečju reke Prut kot del velike severne vojne. Vojno je spodbudil švedski Karel XII. po porazu v bitki pri Poltavi, da bi preusmeril Rusijo proti Osmanskemu cesarstvu in zajel nekaj sape po vse bolj neuspešnih pohodih. Rusi so bili v vojni hudo premagani, vendar ne uničeni. Po podpisu Prutskega mirovnega sporazuma se je Osmansko cesarstvo umaknilo, kar je Rusiji omogočilo, da svojo energijo preusmeri v zmago nad Švedsko. 
Leta 1714  se je začela nova osmansko-beneška vojna, ki je trajala do leta 1718, in se je prekrivala z avstrijsko-turško vojno 1716–1718, v kateri je Avstrija osvojila preostala območja nekdanjega Ogrskega kraljestva. Vojna se je končala s podpisom Požarevskega miru leta 1718. 
Leta 1735 je ponovno je izbruhnila osmanska vojna z Rusijo in leta 1737 z Avstrijo. Trajala je do leta 1739, ko je bil z Avstrijo podpisan Beograjski mir in z Rusijo Niški mir. 
Šesta rusko-turška vojna se je začela leta 1768 in končala leta 1774 s sklenitvijo Kučukkajnarškega miru. Kot rezultat tega sporazuma je Krimski kanat postal Rusiji podložna država. 
Naslednja rusko-turška vojna se je začela leta 1787. Naslednje leto ji je sledila še vojna z Avstrijo. Slednja se je končala s Sistovskim sporazumom leta 1791. Ruska vojna se je končala naslednje leto s podpisom Jaškega mirovnega sporazuma. 
V letih 1798–1799 je Napoleon Bonaparte napadel Egipt in Sirijo. Napad se je končal s posredovanjem Velike Britanije. 
Napoleonovo zavzetje Malte na poti v Egipt je povzročilo nenavadno zavezništvo Rusije in Osmanskega cesarstva in skupno pomorsko ekspedicijo na Jonske otoke. Uspešna zasedba otokov je privedla do ustanovitve Republike sedmih otokov.

#### 19. stoletje
Leta 1804 je prišlo do prve srbske vstaje, ki ji je sledila druga srbska vstaja leta 1815. Rezultat uspešne srbske revolucije je bila ustanovitev polneodvisne Kneževine Srbije in njeno priznanje s strani Osmanskega cesarstva. De iure je bila kneževina neodvisna samo v notranjih zadevah, saj je morala Porti plačevati letni davek in sprejeti stalno prisotnost osmanske vojske na svojih tleh. 
Leta 1806 se je začela osma rusko-turška vojna, ki se je končala maja 1812, sami trinajst dni pred Napoleonovim pohodom na Rusijo. 
Sočasno z grško osamosvojitveno vojno se je leta 1821 začela tudi moldavsko-vlaška (romunska) vstaja proti Osmanskemu cesarstvu. 
Grško osamosvojitveno vojno, ki se je začela leta 1821, so od leta 1827 podpirale velike zahodnoevropske sile in Rusija (deveta rusko-turška vojna). Vojna se je končala leta 1829 s podpisom Odrinskega sporazuma, ki je prisilil Osmansko cesarstvo, da je priznalo grško neodvisnost kot novoustanovljeno Kraljevino Grčijo, večjo neodvisnost Srbije in rusko okupacijo romunskih kneževin.

### Zaton (1828–1908)
V obdobju zatona Osmanskega cesarstva se je zgodil niz konfliktov: albanske vstaje (1820–1822, 1830–1835, 1847), bosanske vstaje (1831–1836, 1836–1837, 1841), vojna s Črno goro (1852–1853), deseta rusko-turška vojna (1853-1856), bolj znana kot krimska vojna, v kateri sta se Osmanskemu cesarstvu pridružila Združeno kraljestvo in Francija, druga vojna s Črno goro (1858–1859), vojna s Črno goro, Bosno in Srbijo (1862) in vstaja na Kreti (1866).
Odločitev Osmanskega cesarstva, da poveča davke krščanskim narodom v balkanskih provincah cesarstva, je povzročila vsesplošno ogorčenje in več uporov. Prvi je bil hercegovska vstaja leta 1875. Sledili so ji bolgarski revolucionarji, ki so aprila 1876 sprožili vstajo, ki je bila brutalno zatrta. Kasneje junija sta Srbija in Črna gora skupaj napovedali vojno Osmanskemu cesarstvu. Po šestih mesecih bojev je mednarodni odziv na grozodejstva, ki so jih zagrešile turške enote, sprožil posredovanje velikih evropskih sil in sklenitev premirja. Decembra je bila organizirana Carigrajska konferenca, ki naj bi rešila krizo. Osmansko cesarstvo je zavrnilo predlagane reforme in se umaknilo s konference. 
Rusija, navdahnjena s panslavizmom in protiosmanskimi simpatijami, ki so se širile po vsej Evropi, je videla priložnost, da napove vojno Osmanskemu cesarstvu in pod svojim plaščem uresniči združitev vseh pravoslavnih narodov na Balkanu. S tem navdihom se je leta 1877 začela enajsta rusko-turška vojna, ki je potekala na Balkanu in na Kavkazu. Rusija je sklenila koalicijo z Bolgarijo, Romunijo, Srbijo in Črno goro. Koalicija je v vojni zmagala in potisnila Osmane vse do vrat Konstantinopla. Rusi in Osmani so v začetku leta 1878 podpisali Sanstefanski sporazum. Po razpravah na Berlinskem kongresu, ki so se ga udeležile vse velike sile tistega časa, je Berlinski sporazum, podpisan leta 1878, zagotovil neodvisnost ali avtonomijo krščanskim narodom na balkanskem delu osmanskega ozemlja in drastično spremenil zemljevid regije. 
Kmalu po podpisu Berlinskega sporazuma je bilo Avstro-Ogrski dovoljeno vojaško okupirati Bosno, čeprav je bila formalno še naprej del Osmanskega cesarstva. 
Vzhodna Rumelija je leta 1878 dobila nekaj avtonomije, a se je nato uprla in leta 1885 pridružila Bolgariji. Tesalija je bila leta 1881 predana Grčiji. Ko je Grčija v podporo drugi kretski vstaji leta 1897 napadla Osmansko cesarstvo, je bila v Tesaliji poražena. Kreta je dobila avtonomijo leta 1898 po kretski vstaji (1897–1898).

### Razpad (1908–1922)

#### Italijansko-turška vojna
Leta 1911 je Italija napadla osmansko Tripolitanijo, ki je med kolonizacijo Afrike postala Libija. Vojna se je končala z italijansko aneksijo Tripolitanije. 

#### Ilindenska vstaja
Ilindenska vstaja je bila bolgarsko-makedonska vstaja v Makedoniji in Trakiji leta 1903, ki se je končala s porazom vstajnikov. V vstajo sta bili neposredno vključeni Rusija in Avstro-Ogrska, ki sta poskušali vsiliti Mürzsteške reforme. Porazu vstajnikom so sledile represalije nad civilnim prebivalstvom in beg 30.000 beguncev v Bolgarijo.

#### Balkanske vojne (1912–1913)
Balkanski vojni v letih 1912 in 1913 sta povzročili nadaljnje ukrepanje Evrope proti Osmanskemu cesarstvu v Evropi. Balkanska liga je osvojila osmansko Makedonijo in večji del Trakije in se nato sprla zaradi delitve plena. Albanija je svojo neodvisnost od Osmanskega cesarstva razglasila leta 1912 po več uporih in vstajah. Dogodki so zmanjšali osmansko ozemlje v Evropi (Rumelija) na sedanje meje v vzhodni Trakiji. 

#### Prva svetovna vojna
Prva svetovna vojna (1914–1918) je postala končni vzrok za propad Osmanskega cesarstva, ki se je formalno končal leta 1922. Osmansko cesarstvo je kljub težavam z vojnimi operacijami preprečilo britanski kraljevi mornarici, da bi dosegla Konstantinopel, in ustavilo invazijo Antante v bitki za Galipoli (1915–1916). Z Lozanskim sporazumom, podpisanim 24. julija 1923, je Osmansko cesarstvo dokončno propadlo.